# Rostislav Vojáček
Rostislav Vojáček (* 23. Februar 1949 in Křenovice) ist ein ehemaliger tschechischer Fußballspieler und derzeitiger Fußballtrainer.

## Spieler

### Verein
Rostislav Vojáček spielte in seiner Jugend für Křenovice und Slavoj Kojetín. Seinen Wehrdienst absolvierte der hochgewachsene Manndecker von 1968 bis 1970 bei Dukla Kroměříž und Dukla Tábor.
Anschließend wechselte Vojáček zu Baník Ostrava, wo er bis zu seinem Karriereende 1986 blieb. Mit Baník gewann der zuverlässige Verteidiger 1976, 1980 und 1981 die tschechoslowakische Meisterschaft, 1978 den tschechoslowakischen Pokal. In der Liga bestritt Vojáček 381 Spiele, in denen er 26 Tore schoss.

### Nationalmannschaft
Vojáček debütierte am 7. April 1974 in der Tschechoslowakischen Nationalmannschaft, die im Maracanã Brasilien mit 0:1 unterlag. Insgesamt lief er 40 Mal für die ČSSR auf, bei der Europameisterschaft 1980 gewann er mit seiner Mannschaft die Bronzemedaille. Auch an der für die Tschechoslowakei erfolglosen Weltmeisterschaft 1982 nahm er teil, es sollte sein letzter Auftritt im tschechoslowakischen Dress bleiben.

## Trainer
Nach seiner aktiven Laufbahn arbeitete Vojáček in den 1990er Jahren mehrmals als Co-Trainer bei Baník Ostrava. In der Saison 1999/00 löste er im März 2000 Werner Lička als Cheftrainer ab, arbeitet aber seitdem als Jugendtrainer bei Baník.